# Freiburger film forum

Logo des Festivals

Seit 1985 veranstaltet das Kommunale Kino in Freiburg das freiburger film forum, das sich zu einem der bedeutendsten Festivals für den interkulturellen Dialog in Europa entwickelt hat.
Das Forum hat sich zur Aufgabe gemacht einen anderen Blick auf fremde Kulturen zu ermöglichen, um deren Eigenwert und Komplexität gerecht zu werden. Die alle zwei Jahre stattfindende Filmwoche in Freiburg lebt von der Begegnung zwischen dem Publikum und den Filmgästen. Aus zahlreichen Ländern und unterschiedlichsten Kulturen hat das Filmforum immer wieder Filmemacherinnen und Filmemacher eingeladen, um ihre aktuellen Dokumentar- und Spielfilme vorzustellen und mit dem Publikum zu diskutieren. Zu Gast in Freiburg waren unter anderem: Ian Dunlop, Robert Gardner, John Marshall, Mani Kaul, Timothy und Patsy Asch, Melissa Llewelyn-Davies, Luc de Heusch, Dennis O’Rourke, Rahul Roy, Judith und David MacDougall, Pierre Haffner und Jean-Paul Colleyn. Das Filmprogramm wird begleitet von Panelgesprächen, Ausstellung und Lesungen. Die Veranstaltung findet im Mai jedes ungeraden Jahres statt.